# Maciej Gruszecki
Maciej Gruszecki – rycerz, chorąży koronny polskiego króla Władysława Jagiełły. W nagrodę za zasługi wojenne rycerz Maciej otrzymał od króla Jagiełły w 1411 r. miejscowość w województwie lubelskim – wieś Gruszka (wraz z innymi), od której przybrał nazwisko – "Gruszecki". Protoplasta rodu Gruszeckich herbu Lubicz.

## Życiorys

### Nadanie urzędu
Na początku bitwy pod Grunwaldem chorążym koronnym był rycerz Marcin z Wrocimowic herbu Półkozic. Marcin, jako chorąży krakowski, podczas bitwy grunwaldzkiej w 1410 r. niósł naczelną chorągiew wojsk polskich z białym orłem. W czasie bitwy chorągiew Królestwa Polskiego upadła na ziemię:
«Dzieje Polskie. Rok 1410. Bitwa Grunwaldzka»: Władysław Jagiełło w niebezpieczeństwie. Cytat: «...Ponieważ także Krzyżacy zabiegali z uporem o zwycięstwo, wielka chorągiew króla polskiego Władysława z białym orłem w herbie, którą niósł chorąży krakowski, rycerz Marcin z Wrocimowic herbu Półkozic, pod naporem wrogów upada na ziemię..».Sprawdź autora:1.
Wydarzenie to miało miejsce po odwrocie chorągwi litewskich, w czasie zaciętej walki polsko-krzyżackiej. Z powodu upadku chorągwi Królestwa Polskiego Krzyżacy mieli nadzieję na szybkie zwycięstwo, jednak dzięki natychmiastowej reakcji doświadczonych rycerzy, którzy byli w pobliżu flagi, flaga została natychmiast ponownie wzniesiona w górę:
«...Ale walczący pod nią najbardziej zaprawieni w bojach rycerze i weterani podnieśli ją natychmiast i umieścili na swoim miejscu, nie dopuszczając do jej zniszczenia. Nie dałoby się jej podnieść, gdyby się nią nie zajął znakomity oddział najdzielniejszy rycerzy i gdyby jej byli nie obronili własnymi ciałami i orężem. Rycerze zaś polscy, pragnąc zetrzeć haniebną zniewagę, w najzawziętszy sposób atakują wrogów i rozbijają ich kompletnie, kładąc pokotem wszystkie te siły, które się z nimi starły.…»
Od tej pory rycerz Maciej stał się chorążym koronnym. W nagrodę za zasługi oddane w bitwie, król Jagiełło, nadał ok. 1411 r., wsi Gruszka (Gruszcze), Małe i Duże, koło Lublina. Od nazwy tej miejscowości Maciej przyjął następnie nazwisko:
«Maciej mąż rycerski, któremu w krwawych zasługach dobra Gruszcze i małe i wielkie wieczną darowizną Król puścił, od których, to imię urosło, jego zaś chorążym koronnym uczynił…».
Gruszeccy również byli właścicielami m.in. dóbr Wierciszów i Bychawka w województwie lubelskim.

### Rodzina
- Żona – N. Malicka herbu Junosza[2]

- Syn Jędrzej (rzekomo) – miał być uczestnikiem wojen w czasach królów Stefana Batorego i Zygmunta III Wazy, co jest niemożliwe ze względu na zbyt duży odstęp czasowy[5].
- Potomkowie Jędrzeja:
  - syn Piotr – miał ośmiu synów, z czego sześciu poległo w czasie różnych kampanii wojennych
  - wnuk Bronisław Samuel Szumilist – porucznik u Zborowskiego, a potem wojski czernihowski, łowczy czernihowski. Na Podolu, w Hołoskowcach wzniósł zamek.
  - wnuk, Stanisław Jan – podsędek, a potem sędzia ziemski Podolski; stolnik Latyczowski, deputat na Trybunał Koronny 1694.